# 山倉 (市原市)
山倉（やまくら）は、千葉県市原市の三和地区にある大字。郵便番号は290-0201。

## 概要
市原市中央部の三和地区にある。大字の中央から東西にかけて山倉ダムが通っている。

## 地理
北と東は能満、南は福増と海士有木、西は西野谷と山田橋と西広と接している。

## 世帯数と人口
2022年4月1日現在の世帯数と人口は以下の通りである。
| 町丁字 | 世帯数  | 人口  |
| ------ | ------- | ----- |
| 山倉   | 244世帯 | 476人 |

## 通学区域
市立小中学校及び県立高等学校の通学区域は以下の通りである。
| 町丁字 | 番地 | 小学校             | 中学校             | 県立高校 |
| ------ | ---- | ------------------ | ------------------ | -------- |
| 山倉   | 全域 | 市原市立市西小学校 | 市原市立三和中学校 | 第9学区  |

## 施設
- 山倉ダム
- 千葉こどもの国キッズダム

## 交通

### 鉄道駅
大字内に駅はないが最寄り駅は海士有木駅である。

### バス
- 運行会社は小湊鉄道塩田営業所、最寄りバス停は山倉こどもの国

| 系統 | 経由       | 行き先       | 参考         |
| ---- | ---------- | ------------ | ------------ |
| 八25 |            | 八幡宿駅西口 |              |
| 五22 | 市原市役所 | 五井駅西口   | 1日に3本運行 |